# Smoltschew-Malinowski
Smoltschew-Malinowski (russisch Смольчев-Малиновский) ist ein Dorf (chutor) in Südrussland. Es gehört zur Republik Adygeja und hat 96 Einwohner (Stand 2019). Im Ort gibt es 10 Straßen.

## Geographie
Das Dorf im Osten des Giaginski Rajon, am linken Ufer des Flusses Tschechrak, 4,5 km östlich des Dorfes Dondukowskaja, 29 km südöstlich des Dorfes Giaginskaja und 48 km nordöstlich der Stadt Maikop. Ignatjewski, Dondukowskaja, Netschajewski, Koschechabl sind die nächsten Siedlungen.